# Audi A8 D2
Audi A8 D2 (Тип 4D) — автомобіль представницького класу фірми Audi, що виготовлявся з 1994 по 2002 рік.

## Опис

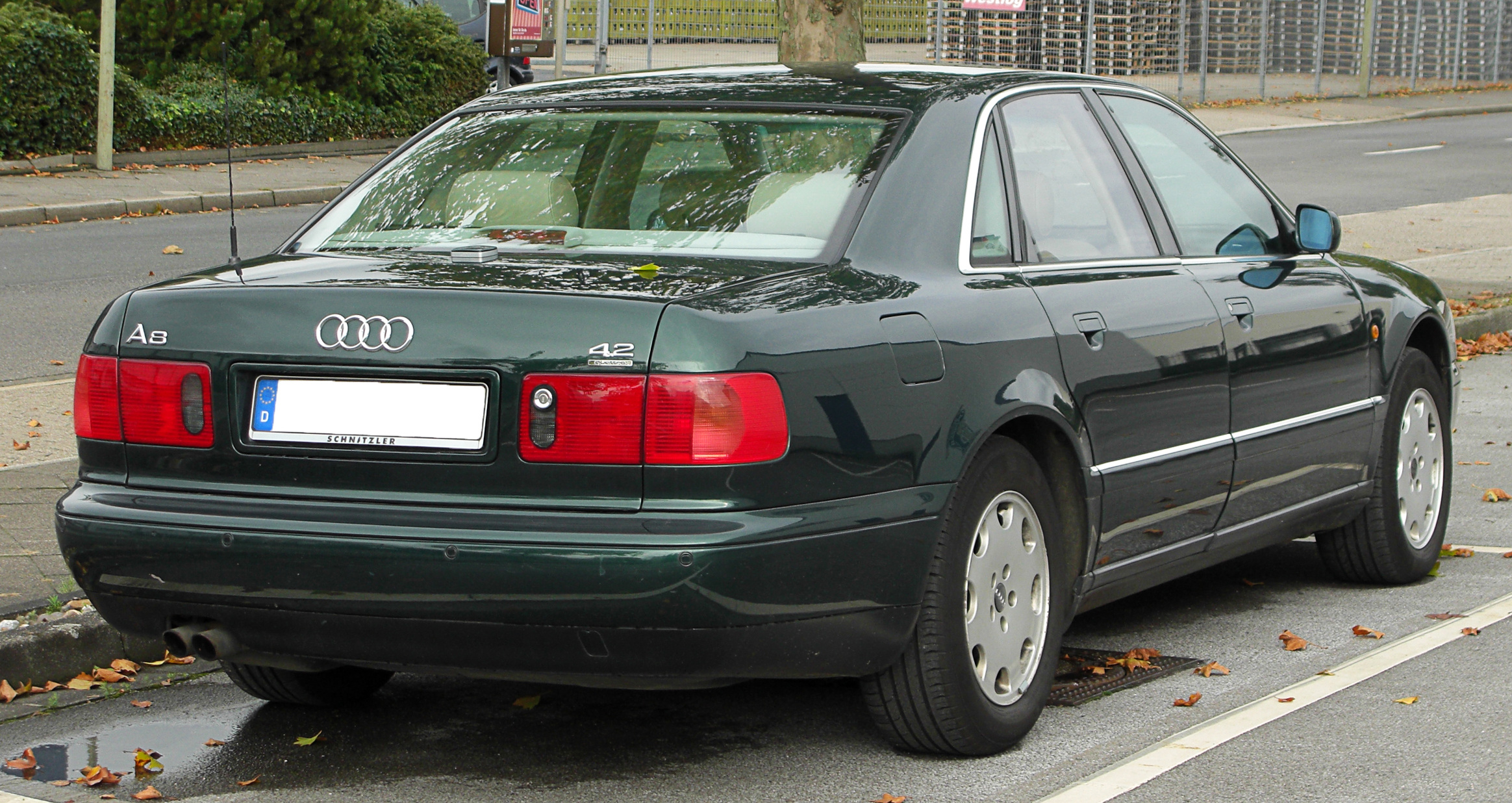
Audi A8 D2 (1994—1999)

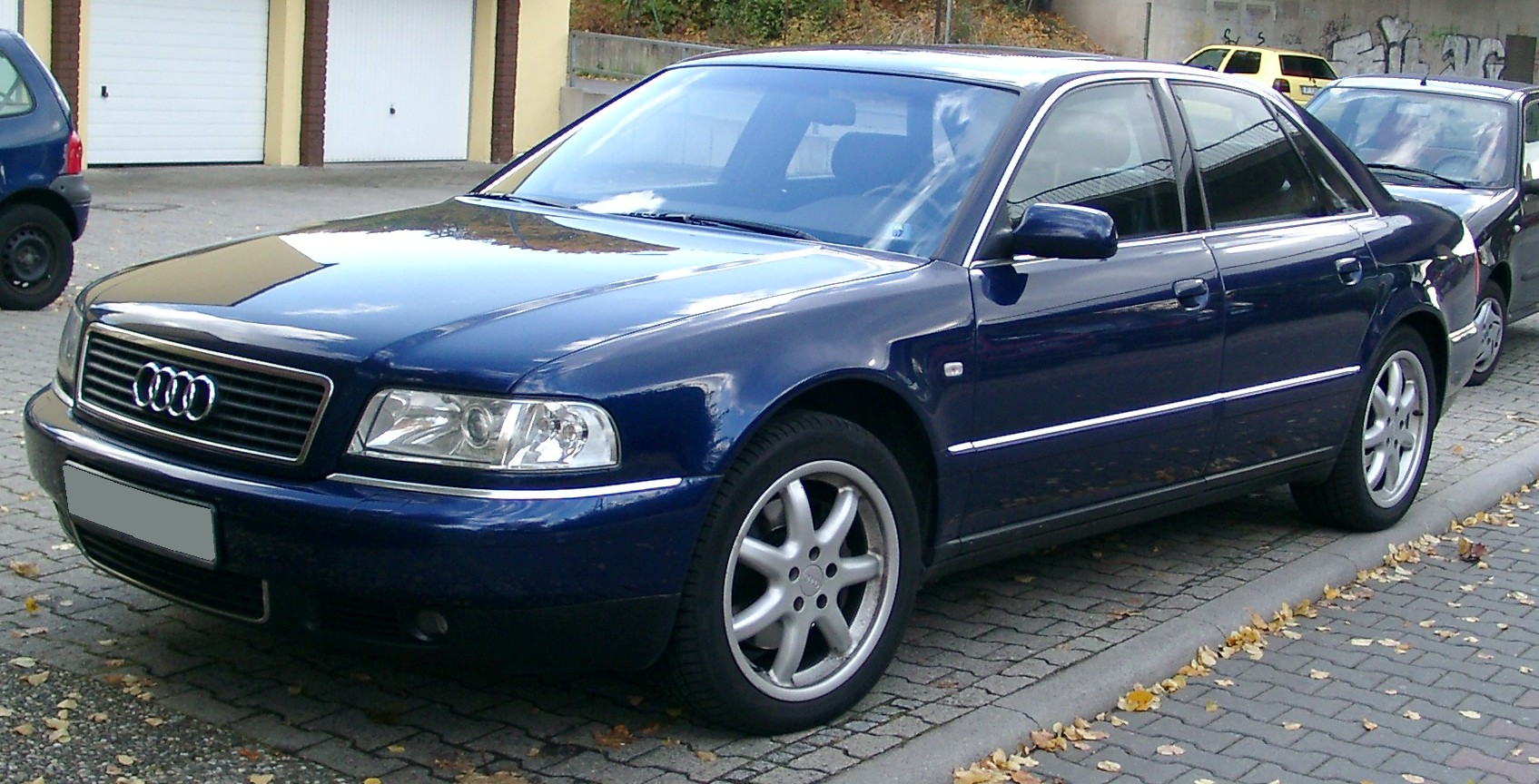
Audi A8 D2 (1999—2001)

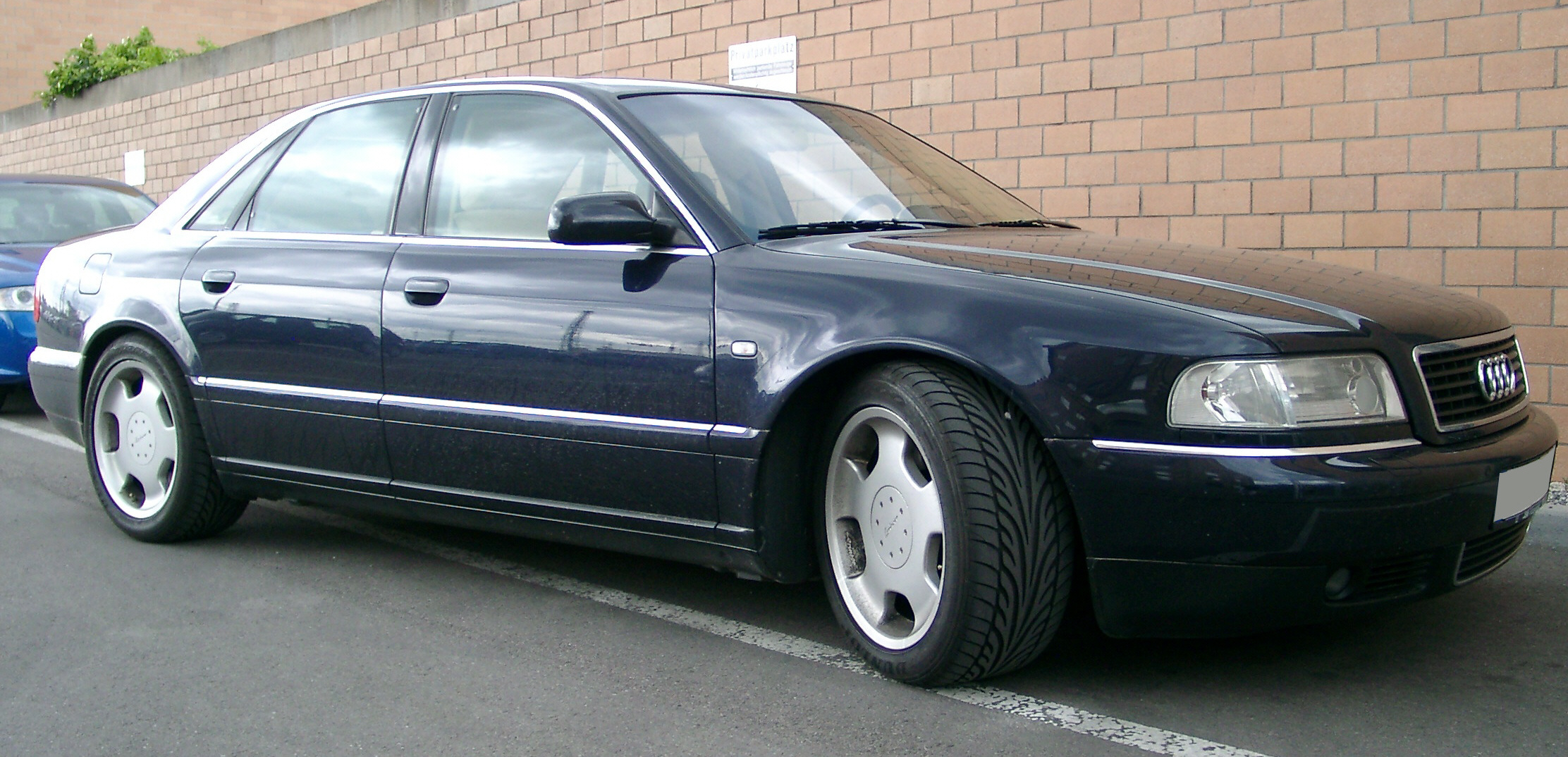
Audi A8 D2 (2001—2002)

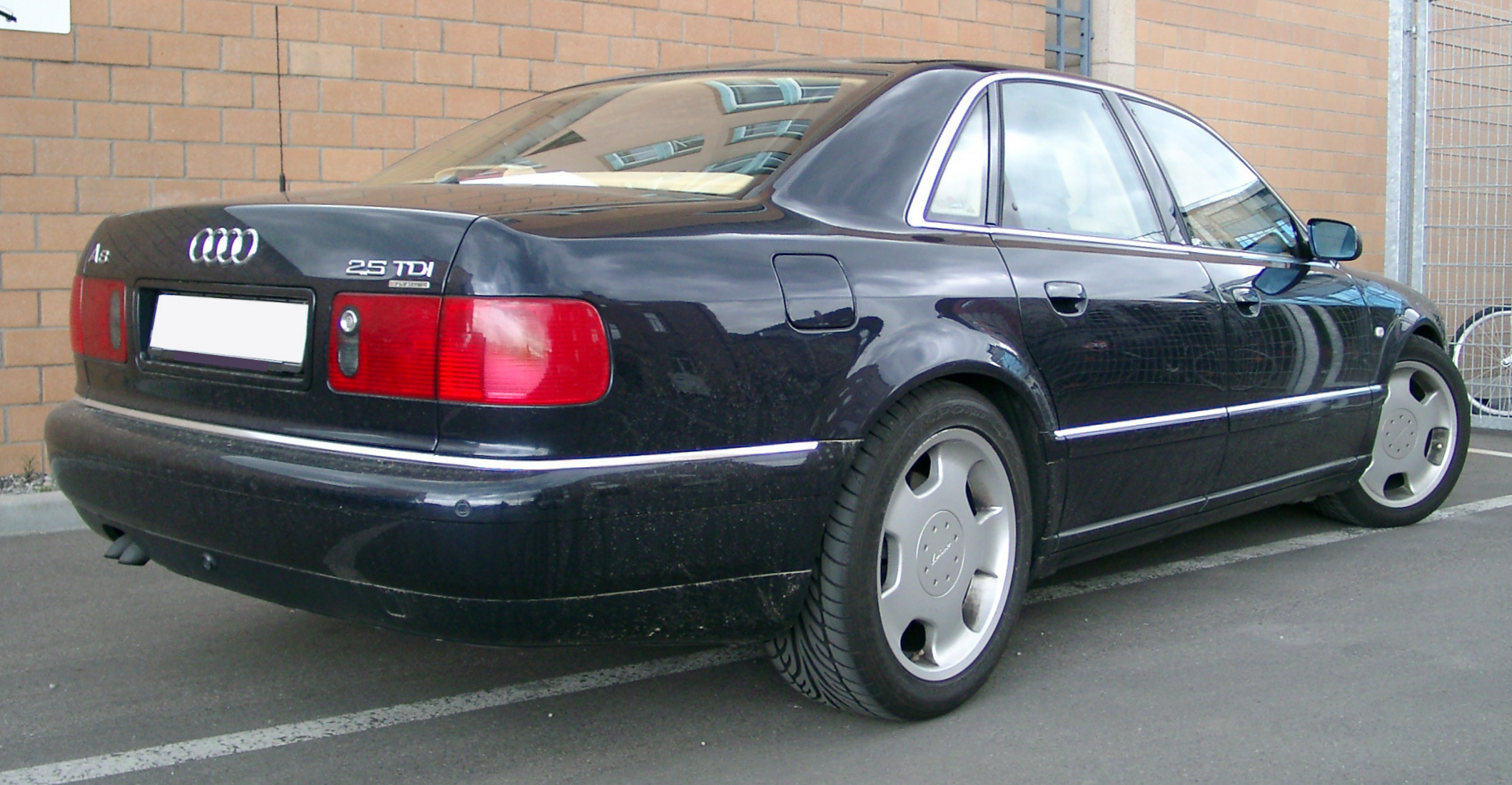
Audi A8 D2 (2001—2002)

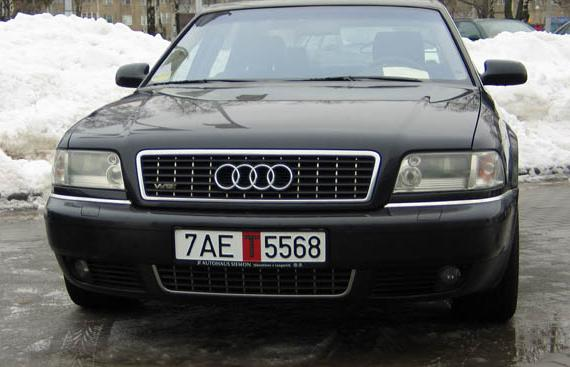
Audi A8 D2 W12

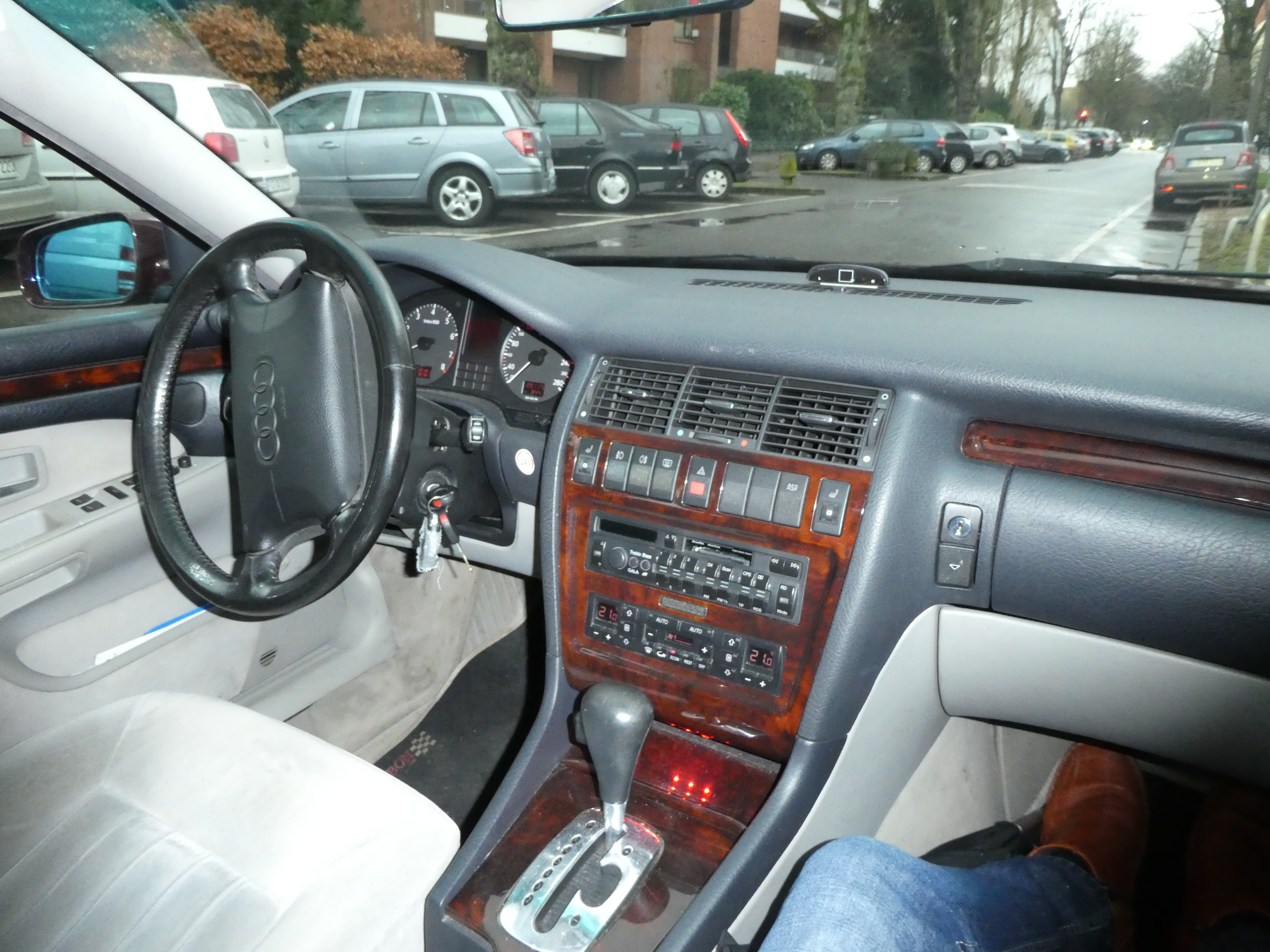

Audi A8 D2 вперше був показаний в лютому 1994 року. Автомобіль з переднім або повним quattro приводом, несучим кузовом з алюмінієвого сплаву, виготовленого за технологією Audi Space Frame ® має багате оснащення на основі електроніки і сучасних технологій.
Повнопривідна модифікація 2.8 quattro вийшла в 1995 році. У червні того ж року встановлюється новий двигун 3,7 V8. У січні 1996 році з'являється двигун 2,8 V6 30 клапанів (193 к.с.).
Розширено комплектація всіх модифікацій серії А8. До 1996 року кондиціонер входив у серійну комплектацію лише автомобілів оснащених «вісімками». Тепер кондиціонером без доплат можуть користуватися і власники автомобілів з 6-циліндровими моторами. Передньопривідний варіант додатково оснащується ABS, чотирма бічними надувними подушками безпеки (плюс подушки безпеки для водія і переднього пасажира).
Нова гама двигунів 1997 року — це, в першу чергу V-подібний шестициліндровий дизель з турбонадувом і безпосереднім впорскуванням. Його робочий об'єм становить 2,5 л, а потужність досягає 150 к.с. Врівноваженість, характеристики потужності, а також економічні показники ставлять двигун 2,5 TDI в один ряд з найкращими двигунами в своєму класі. Крім цього, А8 випускається з 2,8-літровим шестициліндровим двигуном, а також з V-подібною «вісімкою» робочим об'ємом 3,7 і 4,2 л потужністю 230 і 300 к.с. відповідно. Автомобіль може комплектуватися як механічною коробкою, так і п'ятиступінчастим «автоматом» фірми ZF.
Модель S8 є особливо швидкісний варіант A8 і оснащена V-образною «вісімкою» з підвищеною до 340 к.с. потужністю і механічною 6-ступінчастою коробкою передач.
У листопаді 1998 в Німеччині представлена нова модифікація Audi A8, в червні 1999 з'явилася модель із збільшеною потужністю, в лютому 2000 — з новим двигуном 2,5 V6 TDI (180 к.с.).
Кузов автомобіля повністю виготовлений з легких сплавів за технологією Audi Space Frame ®. На раму, зварену з алюмінієвих профілів, навішуються панелі з алюмінію — крила, дах, боковини. Всі деталі зроблені із спеціального алюмінієвого сплаву, який не схильний до корозії, легко піддаютєся переробці і краще поглинає енергію удару. Передня і задня підвіски незалежні, чотирьохважіль, зібрані на підрамнику.
Модернізований варіант зовні відрізняється від попереднього новою решіткою радіатора, видозміненими бамперами і дверними ручками, а також фарами головного світла з гладким склом. В цілому відмінності мало помітні. Кілька змінена конструкція кузова.
ESP тепер входить в серійне оснащення. Багато оформлений салон обладнаний подушками безпеки в області голови для тих, хто сидить спереду і ззаду. Заново спроектовано внутрішнє освітлення салону.
Восьмициліндрові двигуни оснащені новими головками з п'ятьма клапанами на циліндр і впускним трактом змінної довжини. У результаті потужність двигуна об'ємом 3.7 літра зросла до 191 кВт, крутний момент — до 350 Нм, а потужність двигуна об'ємом 4.2 літра — до 228 кВт, крутний момент — 410 Нм.
Для зменшення безпружинні маси і поліпшення характеристик керованості приводу коліс також виготовляються з алюмінієвого сплаву.
Найбільш високими технічними характеристиками відрізняється Audi A8 з турбодизелем: потужність 150 к.с., крутний момент вище 310 Нм, причому він залишається максимальним в рекордно широкому діапазоні оборотів (від 1500 до 3200), витрата палива становить при швидкості 90, 120 км / год і в міському циклі — 4,4; 5,7; 8,5 л на 100 км, відповідно.
Канцлер Німеччини Герхард Шредер надавав перевагу спеціально виготовлену для нього довгобазу Audi A8 представницьким автомобілям Mercedes, якими традиційно користувалися німецькі канцлери.
У 2000 р. сімейство А8 доповнилося двома новими дизельними агрегатами потужністю 180 і 225 к.с. Тепер програма А8 включає п'ять двигунів потужністю 180—310 к.с., три з яких можуть бути встановлені як на передньопривідні, так і повноприводні шасі. Особливо відзначимо один із перших дизельних двигунів V8 (на ряду з М67D40 від BMW), які коли-небудь встановлювались на представницькі седани в Європі — 3,3-літровий AKF потужністю 225 к.с, який перетворює А8 3.3TDI на свого роду «дизельний» експрес, ідеально пристосований для економічної їзди по автобанах. Цей силовий агрегат комплектується тільки З 5-ступінчастим «автоматом» і лише на шасі quattro. Його максимальна швидкість досягає 242 км / год, розгін з місця до 100 км / год — 8,2 с, а витрата палива в умовному європейському приміському їздовому циклі — всього 7,3 л/100 км проти 8,9 л/100 км для 260-сильного бензинового аналога.
Найпрестижнішою є подовжена на 130 мм комплектація А8 Quattro 4,2 з двигуном в 310 к.с. Машина може мати ексклюзивний інтер'єр і бути виконаною як «офіс на колесах».
Цікаво, що навіть і в цьому класі у Audi є спеціальна «спортивна» версія S8. Спочатку вона комплектувалася тільки механічною 6-ступінчастою коробкою, проте пізніше цілком закономірно з'явився і 5-ступінчастий «автомат» Tiptronic, оснащений системою DSP, що дає можливість «ручного» перемикання передач. Шасі S8 відрізняється 18-дюймовими колесами і жорсткішою підвіскою зі зменшеним на 20 мм дорожнім просвітом. Машина призначена для заможних людей, які віддають перевагу особисто керувати автомобілем. Рівень безпеки та комфорту S8 вельми високий.
Технічний рівень топ-моделей Audi неухильно підвищується. Тепер шанувальникам лімузинів з алюмінієвим кузовом пропонується найпотужніша модифікація — Audi A8 W12 — оснащена 6,0-літровим 12-циліндровим двигуном потужністю 420 к.с.

## Двигуни

### Бензинові
| Модель                  | Об'єм    | Потужність        | Роки випуску | Примітки                        |
| 6-циліндрів V-подібний  |          |                   |              |                                 |
| 2.8 (12V)               | 2771 cm³ | 128 kW (174 к.с.) | 1994 до 1996 | також доступні в версії Quattro |
| 2.8 (30V)               | 2771 cm³ | 142 kW (193 к.с.) | 1996 до 2002 | також доступні в версії Quattro |
| 8-циліндрів V-подібний  |          |                   |              |                                 |
| 3.7                     | 3697 см³ | 169 kW (230 к.с.) | 1995 до 1998 | також доступні в версії Quattro |
| 3.7                     | 3697 см³ | 191 kW (260 к.с.) | 1998 до 2002 | також доступні в версії Quattro |
| 4.2 quattro             | 4172 см³ | 175 kW (238 к.с.) | 1999 до 2000 | тільки в версії Quattro         |
| 4.2 quattro             | 4172 см³ | 220 kW (300 к.с.) | 1994 до 1998 | тільки в версії Quattro         |
| 4.2 quattro             | 4172 см³ | 228 kW (310 к.с.) | 1999 до 2002 | тільки в версії Quattro         |
| S8                      | 4172 см³ | 250 kW (340 к.с.) | 1996 до 1999 | тільки в версії Quattro         |
| S8                      | 4172 см³ | 265 kW (360 к.с.) | 1999 до 2002 | тільки в версії Quattro         |
| 12-циліндрів W-подібний |          |                   |              |                                 |
| 6.0 W12 quattro         | 5998 см³ | 309 kW (420 к.с.) | 2001 до 2002 | тільки в версії Quattro         |

### Дизельні
| Модель                 | Об'єм    | Потужність        | Роки випуску | Примітки                        |
| 6-циліндрів V-подібний |          |                   |              |                                 |
| 2.5 TDI                | 2496 см³ | 110 kW (150 к.с.) | 1997 до 2000 | також доступні в версії Quattro |
| 2.5 TDI                | 2496 см³ | 132 kW (180 к.с.) | 1999 до 2002 | також доступні в версії Quattro |
| 8-циліндрів V-подібний |          |                   |              |                                 |
| 3.3 TDI quattro        | 3328 см³ | 165 kW (224 к.с.) | 1999 до 2002 | тільки в версії Quattro         |

## Роки виробництва
- 1994—1999: Audi A8 тип D2/4D.
- 1999—2001: Audi A8 тип D2/4D фейсліфт 1 (зміна передка, алюмінієві планки спереду і ззаду, з правого боку дзеркала того ж розміру, зміна центральної консолі, змінені дверні ручки, білі показники школ).
- 2001—2002: Audi A8 тип D2/4D фейсліфт 2 (злегка змінені протитуманні фари, попільничка та алюмінієві накладки на центральній консолі, автоматична коробка передач із зсувом крок «S» замість 2/3/4).